# Mustafa II.
Mustafa II. (osmanskoturško صطفى ثانى‎, latinizirano: Muṣṭafā-yi sānī) je bil od leta 1695 do 1703 sultan Osmanskega cesarstva, *  6. februar 1664, † 29. december 1703.

## Mladost
Rojen je bil v palači Edirne kot sin sultana Mehmeda IV. in Gulnuš Sultan s pravim imenom Evmenija. Mati je bila Grkinja s Krete. Mladost je preživel v Edirnu.

## Vladnje

### Velika turška vojna
Med njegovim vladanjem je velika turška vojna, ki se je začela leta 1683, še trajala. Po neuspelem drugem obleganju Dunaja (1683) je Sveta liga zasedla velik del osmanskega evropskega ozemlja. Habsburška vojska je prodrla vse do Niša v sedanji Srbiji, preden je bila leta 1690 potisnjena nazaj preko Donave. Mustafa II. je sklenil osvojiti tudi izgubljeno ozemlje v Ogrski in je zato osebno poveljeval svoji vojski. 

### Zasedba Hiosa
Osmanska vojna mornarica je po dveh zmagah nad beneško floto, prvič pri Karaburunu leta 1695 in drugič pri Hiosu leta 1695, februarja 1695 ponovno zasedla Hios. Junija 1695 se je Mustafa II. odpravil na svoj prvi pohod proti Habsburškemu cesarstvu in septembra 1695 zasedel mesto Lipova (zahodna Romunija). 18. septembra je osmanska flota v bitki pri Zejtinburnu ponovno premagala Benačane, kopenska vojska pa malo kasneje v bitki pri Lugosu Habsburžane. Osmanska vojska se je po zmagi vrnila v prestolnico. Na Azovskem morju je medtem uspešno branila Azov pred napadi ruske carske vojske.

### Habsburške vojne
Aprila 1696 se je Mustafa odpravil na drugi pohod proti Habsburžanom. Avgusta istega leta so Rusi ponovno začeli oblegati Azov in ga zasedli. Abgusta je osmanska vojska v bitkah pri Ulašu in Cenei dvakrat porazila Habsburžane in zasedla Temišvar. Mustafa II. je za guvernerja Beograda imenoval Kodža Džafer Pašo in se potem z vojsko vrnil v prestolnico.
Junija 1697 je šel Mustafa II. na tretji vojni pohod proti Habsburžanom in v bitki pri Senti doživel težak poraz. Veliki vezir Elmas Mehmed Paša je v bitki padel, Osmansko cesarstvo pa je s Sveto ligo sklenilo mirovni sporazum. Izguba Ogrske in sklenitev Karlovškega miru leta 1699 je bil najbolj boleč dogodek med njegovim vladanjem.
Izguba Ogrske še ni pomenila, da so težnje Osmanskega cesarstva po širitve ozemlja prenehale. Leta 1700, na primer, je veliki vezir Amdžazade Husein napadel pleme, ki je živelo v močvirjih v okolici Bagdada in ni spoštovalo sultanove oblasti. Veliki vezir je ob tem izjavil, da je Mustafa II. nenazadnje »gospodar (tudi) vode in blata.«

### Notranja politika
Mustafa II. je proti koncu svojega vladanja poskušal obnoviti oblast sultanata, ki je od sredine 17. stoletja, ko je Mehmed IV. izvršilno oblast prenesel na velikega vezirja, postajala vedno bolj simbolična. Njegova strategija je temeljila na vzpostavitvi alternativne baze moči. V ta namen je posesti timarskih spahij spremenil v dedne v upanju, da bo s tem pridobil množico zvestih zaveznikov. Ukrep ni prinesel želenega učinka, ker so timarski spahije so v tistem času postajali zastarela vojna formacija.

### Odstavitev
Vojska, nezadovoljna z neuspešno strategijo in gruzijsko kampanjo leta 1703, se je uprla in 22. avgusta 1703 Mustafo II. odstavila. Zgodovinarji so odstavitev poimenovali »dogodek v Edirnu«.

## Osebno življenje

### Značaj
Mustafa II. je bil rdečebrad, srednje visok in obilen mož s kratkim vratom. Po letu 1699 sta ga začela zanimati lov in zabava. Pod psevdonimom je začel pisati poezijo. Silahdar Findiklili Mehmed Aga, ki je bil zadolžen za pisanje zgodovine svojega obdobja, je vladavino Mustafe opisal v knjigi Nusretname.

### Družina
Mustafa II. je imel šest žena:
- Alicenab Kadın[11]
- Saliha Sultan[11]
- Šehsuvar Sultan[11]
- Afife Kadın[11]
- Bahtijar Kadın[11]
- Ivaz Kadın[11]
- Šahin Kadın[11][12]

Z njimi je imel devet sinov:
- sultan Mahmud I., sin Salihe Sultan[11]
- princ Sulejman, sin Afife Kadın[11]
- princ Mehmed, sin Afife Kadın[11]
- sultan Osman III., sin Šehsuvar Sultan[11]
- princ Hasan, postal dedič leta 1730[11]
- princ Husein
- princ Selim, sin Afife Kadın[11]
- princ Ahmed, sin Afife Kadın[11]

in deset hčera:
- Ajše Sultan
- Emine Sultan
- Safije Sultan
- Rukije Sultan
- Hatidže Sultan
- Fatma Sultan
- Ismihan Sultan
- Umugulsum Sultan
- Zejneb Sultan
- Emetulah Sultan

## Smrt
Mustafo II. z družino so po odstavitvi preselili iz Edirna v Istanbul in ga skupaj s princi zaprli v kafes v palači Topkapi. Mustafa je v zaporu živel samo še štiri mesece. Umrl je zaradi žalosti ali kakšnega drugega vzroka 29. decembra 1703. Pokopan je ob svoji materi Turhan Hatidže Sultan v Novi mošeji v istanbulski četrti Eminönü.

## Vir
- Abou-El-Haj, R.A. (1974). "The Narcissism of Mustafa II (1695–1703): A Psychohistorical Study". Studia Islamica 40: 115–131.

| Mustafa II. Osmanska dinastijaRojen: 6. februar 1664 Umrl: 29. december 1703 |                                                               |                       |
| Vladarski nazivi                                                             |                                                               |                       |
| Predhodnik: Ahmed II.                                                        | Sultan Osmanskega cesarstva 6. februar 1695 – 22. avgust 1703 | Naslednik: Ahmed III. |
| Sunitski muslimanski nazivi                                                  |                                                               |                       |
| Predhodnik: Ahmed II.                                                        | Kalif Osmanskega kalifata 6. februar 1695 – 22. avgust 1703   | Naslednik: Ahmed III. |